# Liste der Stolpersteine in Bochum-Ost
Die Liste der Stolpersteine in Bochum-Ost führt die vom Künstler Gunter Demnig verlegten Stolpersteine im Bochumer Stadtbezirk Bochum-Ost (IV) auf. Sie sollen an die Opfer des Nationalsozialismus erinnern, die in Bochum-Ost ihren letzten bekannten Wohnsitz hatten, bevor sie deportiert, ermordet, vertrieben oder in den Suizid getrieben wurden.

## Hintergrund
Seit November 2004 hat das Stadtarchiv – Bochumer Zentrum für Stadtgeschichte viele Verlegeaktionen organisiert, bei denen der Künstler Gunter Demnig Stolpersteine in Bochum verlegt hat. Im Stadtbezirk Bochum-Ost wurden bisher 18 Steine an 10 Orten. (Stand: März 2024)
 Info: Angaben zu Eigenschaften, welche alle Teillisten für Bochum gemeinsam haben, sind unter der Liste der Stolpersteine in Bochum zu finden.
| Adresse                              | Nr. | Verlegedatum  | Person(en) / Inschrift | Bild                                                   | Bemerkungen |
| ------------------------------------ | --- | ------------- | --- | ------------------------------------------------------ | ----------- |
| Alte Bahnhofstraße 6 ·               | 71  | 2. Nov. 2007  | HIER WOHNTE META HEIMANN GEB. SIMENAUER JG. 1891 DEPORTIERT 1942 THERESIENSTADT ERMORDET IN AUSCHWITZ                                                                 | Stolperstein für Meta Heimann                          |             |
| Alte Bahnhofstraße 6 ·               | 72  | 2. Nov. 2007  | HIER WOHNTE MAX HEIMANN JG. 1885 DEPOERTIERT 1942 THERESIENSTADT ERMORDET IN AUSCHWITZ                                                                                | Stolperstein für Max Heimann                           |             |
| Alte Bahnhofstraße 6 ·               | 359 | 2. Juli 2024  | HIER WOHNTE OTTO HEIMANN JG. 1921 'SCHUTZHAFT' 1938 SACHSENHAUSEN FLUCHT 1939 KANADA USA                                                                              | Stolpersteine Bochum Alte Bahnhofstraße 6 Otto Heimann |             |
| Alte Bahnhofstraße · 174b ·          | 210 | 25. Nov. 2015 | HIER WOHNTE MATHILDA CUSSEL GEB. ADLER JG. 1886 FLUCHT 1936 FRANKREICH INTERNIERT DRANCY DEPORTIERT 1942 ERMORDET IN AUSCHWITZ                                        | Stolperstein für Mathilda Cussel                       |             |
| Alte Bahnhofstraße · 174b ·          | 211 | 25. Nov. 2015 | HIER WOHNTE SALLY CUSSEL JG. 1887 FLUCHT 1936 FRANKREICH INTERNIERT DRANCY DEPORTIERT 1942 ERMORDET IN AUSCHWITZ                                                      | Stolperstein für Sally Cussel                          |             |
| Alte Bahnhofstraße · 174b ·          | 212 | 25. Nov. 2015 | HIER WOHNTE LINA CUSSEL JG. 1913 FLUCHT 1936 FRANKREICH INTERNIERT DRANCY DEPORTIERT 1942 ERMORDET IN AUSCHWITZ                                                       | Stolperstein für Lina Cusse                            |             |
| Alte Bahnhofstraße · 174b ·          | 213 | 25. Nov. 2015 | HIER WOHNTE HANS CUSSEL JG. 1920 FLUCHT 1936 FRANKREICH INTERNIERT DRANCY DEPORTIERT 1942 ERMORDET IN AUSCHWITZ                                                       | Stolperstein für Hans Cussel                           |             |
| Auf den Holln 30 ·                   | 265 | 8. Okt. 2020  | HIER WOHNTE ERNST BENTE JG. 1911 VERHAFTET 1939 VERSCHIEDENE STRAFTATEN 1939 BUCHENWALD 1940 MAUTHAUSEN befreit                                                       | Stolperstein Bochum Auf den Holln 30 Ernst Bente       |             |
| Hauptstraße 192 ·                    |     | 14. Dez. 2021 | Hier wohnte Karl Weidenbaum Jg. 1864 deportiert 1942 Theresienstadt ermordet 24.11.1942                                                                               | Stolperstein für Karl Weidenbaum                       |             |
| Hauptstraße 192 ·                    |     | 14. Dez. 2021 | Hier wohnte Johanne Schiff geb. Weidenbaum Jg. 1891 deportiert 1942 Riga 1944 Stutthof ermordet                                                                       | Stolperstein für Johanne Schiff geb. Weidenbaum        |             |
| Kreyenfeldstraße 54 ·                | 209 | 29. Nov. 2015 | HIER WOHNTE WILHELM GÜTE JG. 1916 VERHAFTET 1935 VERURTEILT §175 UND KRIEGSDIENST VERWEIGERT 1939 ESTERWEGEN 1942 BUCHENWALD 1944 DORA BEFREIT / ÜBERLEBT             | Stolperstein für Wilhelm Güte                          |             |
| Von-Waldthausen- · Straße 4 ·        | 224 | 8. Okt. 2020  | HIER WOHNTE MICHAEL JENDRZEJEWSKI JG. 1870 IM WIDERSTAND / KPD VERHAFTET SACHSENHAUSEN ERMORDET 9.3.1940                                                              | Stolperstein für Michael Jendrzewski                   |             |
| Werner Hellweg / · Wittener Straße · | 31  | 31. Mai 2006  | HIER WOHNTE BENJAMIN LEISER JG. 1885 DEPORTIERT ZAMOSC ?? | Stolperstein für Benjamin Leiser                       |             |
| Werner Hellweg / · Wittener Straße · | 32  | 31. Mai 2006  | HIER WOHNTE ELLA LEISER GEB. FEILMANN JG. 1885 DEPORTIERT ZAMOSC ??                                                                                                   | Stolperstein für Ella Leiser                           |             |
| Werner Hellweg 467 ·                 | 225 | 30. Jan. 2017 | HIER WOHNTE JOHANN STANGL JG. 1885 IM WIDERSTAND / KPD FLUCHT 1933 SAARLAND FRANKREICH 1936 SPANIEN INTERNATIONALE BRIGADEN 1939 TSCHECHOSLOWAKEI SCHICKSAL UNBEKANNT | Stolperstein Bochum Werner Hellweg 467 Johann Stangl   |             |
| Werner Hellweg 504 ·                 | 191 | 10. Dez. 2014 | HIER WOHNTE EMIL HIRSCH JG. 1863 DEPORTIERT 1942 THERESIENSTADT ERMORDET 1944                                                                                         | Stolperstein Bochum Werner Hellweg 504 Emil Hirsch     |             |
| Werner Hellweg 504 ·                 | 192 | 10. Dez. 2014 | HIER WOHNTE SOPHIA HIRSCH GEB. MARIUS JG. 1868 TOT 1942 AUF TRANSPORT                                                                                                 | Stolperstein Bochum Werner Hellweg 504 Sophia Hirsch   |             |
| Witte Wie 16 ·                       | 214 | 25. Nov. 2015 | HIER WOHNTE ALFRED HARFF JG. 1885 IM WIDERSTAND / SPD GEDEMÜTIGT/MISSHANDELT SA-HEIM LANGENDEER TOT AN DEN FOLGEN 21.10.1936                                          | Stolperstein für Alfred Harff                          |             |
| Zur Werner Heide 16 ·                | 207 | 25. Nov. 2015 | HIER WOHNTE SELMA FEINER GEBB. COHEN JG. 1874 SCHICKSAL UNBEKANNT | Stolperstein Selma Feiner                              |             |
| Zur Werner Heide 16 ·                | 208 | 25. Nov. 2015 | HIER WOHNTE SALOMON FEINER JG. 1876 ‘SCHUTZHAFT’ 1938 SACHSENHAUSEN GEDEMÜTIGT/ENTRECHTET TOT 10.10.1942 KRANKENHAUS                                                  | Stolperstein Salomon Feiner                            |             |